# Pieszkowo (Białoruś)
Pieszkowo (biał. Пяшкова, Piaszkowa; ros. Пешково, Pieszkowo) – wieś na Białorusi, w obwodzie brzeskim, w rejonie janowskim, w sielsowiecie Rudzk, nad Niesłuchą, w pobliżu jej ujścia do Piny.

## Historia
W XIX i w początkach XX w. wieś i dwa folwarki położone w Rosji, w guberni mińskiej, w powiecie pińskim, w gminie Duboja, następnie w gminie Brodnica. Właścicielami jednego folwarku byli wówczas Bęklewscy, drugiego Kurzenieccy.
W dwudziestoleciu międzywojennym cztery miejscowości: wieś, kolonia i folwark Pieszkowo oraz folwark Pieszków-Górka (al. Podpieszkowo-Górka). Leżały one w Polsce, w województwie poleskim, w powiecie pińskim, w gminie Brodnica. Demografia w 1921 przedstawiała się następująco:
|                        | Liczba mieszkańców | Budynki | Narodowość | Narodowość  | Wyznanie         | Wyznanie   | Wyznanie |
| Białorusini            | Liczba mieszkańców | Budynki | Polacy     | prawosławne | rzymskokatolckie | mojżeszowe |          |
| ---------------------- | ------------------ | ------- | ---------- | ----------- | ---------------- | ---------- | -------- |
| wieś Pieszkowo         | 247                | 47      | 232        | 15          | 238              | –          | 9        |
| kolonia Pieszkowo      | 36                 | 7       | 3          | 33          | 3                | 27         | 6        |
| folwark Pieszkowo      | 9                  | 1       | 5          | 4           | 5                | 4          | –        |
| folwark Pieszków-Górka | 5                  | 1       | 5          | –           | 5                | –          | –        |

Po II wojnie światowej w granicach Związku Sowieckiego. Od 1991 w niepodległej Białorusi.